# Збірна Чехословаччини з баскетболу
Збірна Чехословаччини з баскетболу — національна баскетбольна команда, яка представляла Чехословаччину на міжнародній баскетбольній арені.

## Історія
Збірна Чехословаччини, яка існувала з 1935 по 1993 була постійним учасником чемпіонату Європи, світу та Олімпійських ігор. 

## Досягнення
- Золото — 1946
- Срібні медалі — 1947, 1951, 1955, 1959, 1967, 1985
- Бронзові медалі — 1935, 1957, 1969, 1977, 1981

## Статистика виступів

### Євробаскет
| Рік  | І                       | В                       | П                       | Різниця м'ячів          | Місце                   |
| ---- | ----------------------- | ----------------------- | ----------------------- | ----------------------- | ----------------------- |
| 1935 | 3                       | 2                       | 1                       | 65 : 65                 | 3 місце                 |
| 1937 | 5                       | 1                       | 4                       | 71 : 128                | 7 місце                 |
| 1939 | Не брала участь         | Не брала участь         | Не брала участь         | Не брала участь         | Не брала участь         |
| 1946 | 4                       | 4                       | 0                       | 134 : 110               | Чемпіон                 |
| 1947 | 7                       | 6                       | 1                       | 361 : 216               | 2 місце                 |
| 1949 | Не брала участь         | Не брала участь         | Не брала участь         | Не брала участь         | Не брала участь         |
| 1951 | 8                       | 5                       | 3                       | 463 : 321               | 2 місце                 |
| 1953 | 10                      | 7                       | 3                       | 589 : 439               | 4 місце                 |
| 1955 | 10                      | 8                       | 2                       | 819 : 608               | 2 місце                 |
| 1957 | 10                      | 8                       | 2                       | 778 : 600               | 3 місце                 |
| 1959 | 8                       | 6                       | 2                       | 594 : 464               | 2 місце                 |
| 1961 | 9                       | 4                       | 5                       | 563 : 534               | 5 місце                 |
| 1963 | 9                       | 4                       | 5                       | 607 : 640               | 10 місце                |
| 1965 | 9                       | 6                       | 3                       | 708 : 591               | 7 місце                 |
| 1967 | 9                       | 6                       | 3                       | 708 : 591               | 2 місце                 |
| 1969 | 7                       | 6                       | 1                       | 543 : 492               | 3 місце                 |
| 1971 | 7                       | 4                       | 3                       | 587 : 544               | 5 місце                 |
| 1973 | 7                       | 4                       | 3                       | 493 : 556               | 4 місце                 |
| 1975 | 7                       | 3                       | 4                       | 538 : 577               | 6 місце                 |
| 1977 | 7                       | 6                       | 1                       | 608 : 564               | 3 місце                 |
| 1979 | 8                       | 4                       | 4                       | 675 : 665               | 4 місце                 |
| 1981 | 9                       | 5                       | 4                       | 761 : 739               | 3 місце                 |
| 1983 | 7                       | 2                       | 5                       | 576 : 579               | 10 місце                |
| 1985 | 8                       | 4                       | 4                       | 717 : 731               | 2 місце                 |
| 1987 | 8                       | 2                       | 6                       | 710 : 736               | 8 місце                 |
| 1989 | Не пройшли кваліфікацію | Не пройшли кваліфікацію | Не пройшли кваліфікацію | Не пройшли кваліфікацію | Не пройшли кваліфікацію |
| 1991 | 5                       | 2                       | 3                       | 447 : 486               | 6 місце                 |

- — країна-господар фінального турніру

### Чемпіонат світу
| Рік  | І                       | В                       | П                       | Різниця м'ячів          | Місце                   |
| ---- | ----------------------- | ----------------------- | ----------------------- | ----------------------- | ----------------------- |
| 1950 | Не пройшли кваліфікацію | Не пройшли кваліфікацію | Не пройшли кваліфікацію | Не пройшли кваліфікацію | Не пройшли кваліфікацію |
| 1954 | Не пройшли кваліфікацію | Не пройшли кваліфікацію | Не пройшли кваліфікацію | Не пройшли кваліфікацію | Не пройшли кваліфікацію |
| 1959 | Не пройшли кваліфікацію | Не пройшли кваліфікацію | Не пройшли кваліфікацію | Не пройшли кваліфікацію | Не пройшли кваліфікацію |
| 1963 | Не пройшли кваліфікацію | Не пройшли кваліфікацію | Не пройшли кваліфікацію | Не пройшли кваліфікацію | Не пройшли кваліфікацію |
| 1967 | Не пройшли кваліфікацію | Не пройшли кваліфікацію | Не пройшли кваліфікацію | Не пройшли кваліфікацію | Не пройшли кваліфікацію |
| 1970 | 9                       | 4                       | 5                       | 702 : 758               | 6 місце                 |
| 1974 | 7                       | 4                       | 3                       | 653 : 595               | 10 місце                |
| 1978 | 7                       | 5                       | 2                       | 670 : 611               | 9 місце                 |
| 1982 | 7                       | 4                       | 3                       | 678 : 654               | 10 місце                |
| 1986 | Не пройшли кваліфікацію | Не пройшли кваліфікацію | Не пройшли кваліфікацію | Не пройшли кваліфікацію | Не пройшли кваліфікацію |
| 1990 | Не пройшли кваліфікацію | Не пройшли кваліфікацію | Не пройшли кваліфікацію | Не пройшли кваліфікацію | Не пройшли кваліфікацію |

### Олімпійські ігри
| Рік  | І                       | В                       | П                       | Різниця м'ячів          | Місце                   |
| ---- | ----------------------- | ----------------------- | ----------------------- | ----------------------- | ----------------------- |
| 1936 | 4                       | 2                       | 2                       | 53 : 62                 | 12 місце                |
| 1948 | 8                       | 5                       | 3                       | 315 : 294               | 7 місце                 |
| 1952 | 3                       | 1                       | 2                       | 161 : 164               | 12 місце                |
| 1956 | Не пройшли кваліфікацію | Не пройшли кваліфікацію | Не пройшли кваліфікацію | Не пройшли кваліфікацію | Не пройшли кваліфікацію |
| 1960 | 8                       | 5                       | 3                       | 633 : 594               | 5 місце                 |
| 1964 | Відмовились від участі  | Відмовились від участі  | Відмовились від участі  | Відмовились від участі  | Відмовились від участі  |
| 1968 | Не пройшли кваліфікацію | Не пройшли кваліфікацію | Не пройшли кваліфікацію | Не пройшли кваліфікацію | Не пройшли кваліфікацію |
| 1972 | 9                       | 4                       | 5                       | 625 : 642               | 8 місце                 |
| 1976 | 7                       | 3                       | 4                       | 584 : 583               | 6 місце                 |
| 1980 | 7                       | 3                       | 4                       | 626 : 548               | 9 місце                 |
| 1984 | Не пройшли кваліфікацію | Не пройшли кваліфікацію | Не пройшли кваліфікацію | Не пройшли кваліфікацію | Не пройшли кваліфікацію |
| 1988 | Не пройшли кваліфікацію | Не пройшли кваліфікацію | Не пройшли кваліфікацію | Не пройшли кваліфікацію | Не пройшли кваліфікацію |
| 1992 | Не пройшли кваліфікацію | Не пройшли кваліфікацію | Не пройшли кваліфікацію | Не пройшли кваліфікацію | Не пройшли кваліфікацію |